# لويس فرنسيسكو غارسيا ياماس
لويس فرنسيسكو غارسيا ياماس (بالإسبانية: Luis Francisco García Llamas)‏ هو لاعب كرة قدم مكسيكي في مركز الدفاع، ولد في 4 أبريل 1964 في غوادالاخارا في المكسيك. شارك مع منتخب المكسيك لكرة القدم. أما مع النوادي، فقد لعب مع نادي أطلس.

## وصلات خارجية
- لويس فرنسيسكو غارسيا ياماس على موقع قاعدة بيانات كرة القدم.إي يو (الإنجليزية)
- لويس فرنسيسكو غارسيا ياماس على موقع ناشيونال فوتبول تيمز (الإنجليزية)
- لويس فرنسيسكو غارسيا ياماس على موقع عالم كرة القدم.نت (الإنجليزية)